# Torlino Vimercati
Torlino Vimercati – miejscowość i gmina we Włoszech, w regionie Lombardia, w prowincji Cremona.
Według danych na rok 2004 gminę zamieszkiwało 296 osób, 59,2 os./km².